# Hala Moughanie
Hala Moughanie est une dramaturge et romancière libanaise. Elle est aussi consultante indépendante spécialisée en politiques publiques et médiation de conflits.

## Biographie
Hala Moughanie naît en 1980 au Liban. De 1990 à 2003, elle vit à Paris et fait des études de littérature à la Sorbonne. En 2003, elle retourne au Liban où elle enseigne et travaille comme journaliste, notamment pour L'Hebdo Magazine et des revues comme Confluences Méditerranée et La Pensée de Midi,. Elle se passionne pour le travail de mémoire dans une société post-guerre. Durant le conflit de juillet 2006, qui a opposé le Liban et Israël, Hala Moughanie s'engage dans l'humanitaire. Elle travaillera, par la suite, dans des organismes de coopération internationale avant de se lancer dans la consultance indépendante.
Outre son statut d'indépendante, elle dirige l'association Madina qu'elle a cocréée et dont la mission est d'accompagner les institutions libanaises dans l'amélioration des services publics,.
Son travail d'écriture s'intéresse, entre autres, « à l’impossible travail de mémoire dans un pays en reconstruction, mais où les stigmates de la guerre sont encore visibles. ». Ses textes s’attachent à questionner les systèmes de violence et de domination en décortiquant la manière dont l’individu articule sa relation à l’autre, aux territoires habités et à la mémoire de l’histoire. Dans des textes où l’absurdité naît de la friction entre les réels et les imaginaires, elle cherche à aborder la langue de manière neuve, de l’extraire de ses usages formels, afin que les mots se ressaisissent et permettent de (re)penser nos attaches politiques et poétiques avec le monde.

## Œuvres principales

### Tais-toi et creuse
Tais-toi et creuse est le premier texte écrit par Hala Moughanie pour le théâtre. Le récit tire son inspiration des évènements observés en juillet 2006, résonnant avec les souvenirs personnels de l'auteure, ayant vécu la guerre civile libanaise dans son enfance. Au cœur de cette pièce, une famille composée d'un père, d'une mère et d'un fils fouillent dans un trou créé par une bombe dans une décharge. Leur quête est interrompue par l'arrivée de deux représentants de l'ordre, déclenchant ainsi une lutte complexe pour le pouvoir et le désir, où se mêlent aspirations individuelles et collectives, angoisses et réalités intérieures. 
Hala Moughanie reçoit en octobre 2015 le prix RFI Théâtre lors du 32e Festival des Francophonies en Limousin. Il a pour objectifs de promouvoir la richesse des écritures dramatiques contemporaines francophones du Sud et de favoriser le développement de la carrière de jeunes auteurs et autrices. Elle ouvre en juillet l'année suivante le nouveau cycle de lectures « Ça va, ça va le monde ! » de RFI au Festival d’Avignon. Le texte est lu par Clémentine Célarié, François Clavier,  Pierre Verplancken, Jean-Benoît Ugeux et Vincent Lécuyer, sous la direction et la mise en scène d'Armel Roussel. 

### La mer est ma nation
Dans La mer est ma nation, écrit en 2017, Hala Moughanie explore la thématique « de l’exil et du déracinement ainsi que leur pendant qu’est l’(illusoire) appropriation de espace ». Elle met en scène un couple qui vit dans une ville envahie par les déchets et où arrivent deux femmes fuyant la guerre.
La mer est ma nation est présentée à La Filature – Scène nationale Mulhouse en janvier 2021 et aux Francophonies de Limoges en juin 2021. La pièce est lauréate du Prix du quartier des auteurs du Tarmac 2018 et a reçu l’aide à la création d’Artcena.

### Memento Mori
Memento Mori a bénéficié d'une création radiophonique de RFI dans le cadre de Ça va, ça va le monde !, partiellement mise en scène dans le cadre du spectacle Fissures de Marc Agbedjidji, aux Francophonies – Des écritures à la scène, en septembre 2018.

## Distinctions
- 2015 - prix Théâtre RFI[8].
- 2022 - prix littéraire Actes Sud / La Colline[13].

## Publications
- Hala Moughanie, Il faut revenir: roman, Editions Project'iles, coll. « Roman ' Tantara », 2023 (ISBN 978-2-493036-14-8)
- Hala Moughanie, Les Bestioles, Editions Elyzad, 2025